# Municipio de Tomatlán (Veracruz)
El municipio de Tomatlán es un municipio homónima del  estado  mexicano de  Veracruz, ubicado en la región de  las montañas, entre los municipios de Ixhuatlán del Café,  Chocamán,  Córdoba y Coscomatepec. a una distancia aproximada de 55 km de la capital del estado. Su cabecera es la localidad de Tomatlán.
Cuenta con una temperatura anual que fluctúa entre los 16 °C y los 20 °C, con una precipitación anual entre los 1 500 y 2 000 mm, con un clima semicálido húmedo con lluvias todo el año y templado húmedo con abundantes lluvias en verano.

## Toponimia
De origen náhuatl que puede significar "lugar de Tomates" o tal vez "lugar  de los tomates".

## Localización
El territorio municipal se encuentra ubicado en la parte central del estado, en la región económico administrativa VII conocida como las montañas, colinda al norte con los municipios de Coscomatepec e Ixhuatlán del Café; al este con los municipios de Ixhuatlán del Café y Córdoba; al sur con los municipios de Chocamán y nuevamente con el municipio de Córdoba; al oeste de nuevo con los  municipios de Chocamán y Coscomatepec.

## Historia
En el territorio municipal se han encontrado vestigios  totonacos del periodo  preclásico datadas entre 1200 y 1500 antes de Cristo.
En la localidad de La Yerbabuena, se localiza un asentamiento prehispánico cuya primera ocupación data del año 800 a. C., contemporáneo a la cultura Olmeca. La relación de este asentamiento con La Venta, se hace evidente por la similitud en sus artefactos cerámicos. Pero en especial por la escultura en piedra que se ha recuperado y que está resguardada en el Museo de la Casa de la Cultura. Sobresale el Monumento 1 conocido como El Rey, que consiste de una estela que muestra a un dignatario local con tocado del dios olmeca del maíz, y un personaje flotante que se identifica con un ancestro. 
También se han encontrado indudlables muestras arquitectónicas y de alfarería de origen olmeca en el centro ceremonial de Mixcalco del periodo  clásico datadas entre los años 1 y 900 D.C.